# W poszukiwaniu kapitana Granta
W poszukiwaniu kapitana Granta (ros. В поисках капитана Гранта; bułg. По следите на капитан Грант) – radziecko-bułgarski miniserial przygodowy z 1986 roku w reżyserii Stanisława Goworuchina. Adaptacja powieści Dzieci kapitana Granta Juliusza Verne’a. Wyprodukowany przez Odessa Film Studio i Boyana Film, został po raz pierwszy wyemitowany przez państwową telewizję w ZSRR i Bułgarii w 1986 roku. Liczył siedem odcinków.

## Obsada
- Władimir Smirnow – Juliusz Verne
- Marina Vlady – Marko Vovchok
- Lembit Ulfsak – Jacques Paganel
- Nikołaj Jeremenko młodszy – Lord Glenarvan
- Tamara Akułowa – Lady Glenarvan
- Władimir Gostiuchin – Major McNabbs
- Oleg Sztefanko – kapitan John Mangles
- Rusłan Kuraszow – Robert Grant
- Galina Strutinskaja – Mary Grant
- Anatolij Rudakow – Olbinett
- Boris Chmielnicki – kapitan Grant
- Kosta Conew – Hetzel
- Aleksandr Abdułow – Bob
- Fiodor Odinokow – Paddy O’Moore